# Ketzür
Ketzür este o comună din landul Brandenburg, Germania. Are o suprafață de 10.19 km² și 260 de locuitori.